# Gypsophila nana
Gypsophila nana är en nejlikväxtart som beskrevs av Jean-Baptiste Bory de Saint-Vincent och Chaub. Gypsophila nana ingår i släktet slöjor, och familjen nejlikväxter. Inga underarter finns listade i Catalogue of Life.